# Coaltown of Balgonie
Pour les articles homonymes, voir Coaltown et Balgonie.
Coaltown of Balgonie est un village situé dans le Fife, en Écosse. En 2020 la population de Coaltown of Balgonie est estimée à 990 habitants.